# Club Sport Colonial
El Club Sport Colonial, es un equipo de fútbol de Paraguay, que tiene su sede social y polideportivo en el Barrio Obrero, su estadio en el barrio Santa Ana, ambos de la ciudad de Asunción. Fundado el 18 de enero de 1948. Milita en la Cuarta División, última categoría del fútbol paraguayo. Actúa de local en el estadio Don Celestino Mongelós que tiene una capacidad aproximada de 600 espectadores.

## Historia

### Fundación
El club fue fundado el 18 de enero de 1948, sólo al año siguiente de que el Paraguay haya sufrido una guerra civil, vecinos del barrio Tacumbú se unieron para formar un nuevo club. Su nombre deriva de que la Asunción "colonial" fue expandiéndose hacia el sur. Tuvo su primer campo deportivo en lo que actualmente son las calles Chile y 19 Proyectadas del barrio Obrero (según el Mapa Catastral de Asunción Archivado el 28 de febrero de 2015 en Wayback Machine.) pero el club es popularmente identificado con el barrio Tacumbú, en esta dirección tiene su sede social y polideportivo denominado Concepción Vera. En las cercanías de su sede tuvo su primer estadio de fútbol pero en el año 1965 se muda el mismo al vecino barrio de Santa Ana, precisamente en las calles México y 33 Proyectadas donde actualmente se encuentra el estadio Don Celestino Mongelós.

### El único título
El único título oficial que ha logrado el club fue el de la temporada 1998, logró ganar el campeonato de la Segunda de Ascenso (Cuarta División), con lo que también logró su ascenso a la Primera de Ascenso (Tercera División). Era presidente del club en ese tiempo el señor Evelio Vera Brizuela, el plantel estuvo compuesto por César Rodríguez, Víctor Ortellado, Luis Brítez, Esteban Ibarra, Cristian Valiente, Fermín Román, José Sánchez, Raúl Giménez, Rubén Núñez, Gregorio Fernández, Francisco Mongelós (nieto de Don Celestino Mongelós), Dany Fornera, Adolfo Morel, Aldo Benítez, Sindulfo Segovia, René Peralta, Higinio Gill, Antonio Acosta, Robert Bareiro, Félix Segovia, Richard Villar y Ricardo Notario y el cuerpo técnico estuvo conformado por Salvador Ortellado, Felipe Barrios.

### Descensos, desprogramación y retorno
Solo pudo permanecer en la Tercera División por un par de años. Luego volvió a descender a la última categoría y en el año 2011 al terminar en el último lugar de la tabla general fue castigado con la desprogramación por un año. Debió regresar al campeonato del 2013, pero como no pudo cumplir con todos los requisitos de la divisional no pudo regresar.
Recién fue readmitido en el campeonato de la temporada 2014, en donde terminó en el 12º lugar entre quince equipos.
En la temporada 2015 tras una muy mala campaña en donde ganó un solo partido y terminó en la última posición de la tabla de posiciones, el club se salvó de ser desprogramado al no terminar último en la tabla de promedios.
En la temporada 2016 mejoró su rendimiento y en la primera fase del campeonato terminó empatado en el octavo puesto con el club Presidente Hayes, con quien tuvo que disputar un partido de desempate por el octavo puesto, que permitiría al ganador pasar a la segunda fase del campeonato. Finalmente en el partido de desempate el club cayó por penales ante Presidente Hayes, tras culminar el partido empatado a 1 gol.
En la temporada 2018 el club realizó una buena campaña, manteniéndose en la parte alta de la tabla, y llegando hasta la última fecha del campeonato con posibilidades de ascender, finalmente ocupé el tercer puesto.

## Estadios
El club ejerce su localía en el estadio Don Celestino Mongelós en el barrio Santa Ana, que tiene una capacidad aproximada de 600 espectadores. La construcción de la muralla del campo de deporte fue iniciada en el año 1986, la palada inicial la realizó el presidente de la AFP Jesus Manuel Pallares, acompañado de Oscar Elizeche, Presidente de la Segunda División de Ascenso y el señor Modesto Mongelós Marecos, Delegado del Club frente a la APF. 
Además el club tiene el Polideportivo Concepción Vera donde los equipos de futsal actúan de local.

## Datos del club
- Temporadas desafiliado: 1 (2012)

## Palmarés
- Cuarta División (1): 1998.

## Otras disciplinas deportivas

### Futsal
Otra disciplina deportiva en la que compite el club es el futsal. En este deporte el club ha obtenido varios títulos a nivel nacional e internacional. En masculino ha obtenido 17 títulos metropolitanos y nacionales, además de un tricampeonato sudamericano en los años 1991, 1992 y 1993. Actualmente milita en la principal liga de futsal del país, la Liga Premium de Futsal, con el segundo mejor performance de dicha liga.
El equipo femenino de futsal también ha logrado títulos. En los torneos de 2011, 2014 y 2016, y juega actualmente en el Campeonato Femenino de Futsal. También fue subcampeona de la Copa Libertadores en el 2017 y 2018.
Las categorías juveniles también se han consagrado campeón en esta disciplina.
Así también el equipo senior ha obtenido títulos para el club.